# Chorwacka Wiosna
Chorwacka Wiosna (chorw. Hrvatsko proljeće) – chorwacki ruch narodowy w Jugosławii na początku lat 70.
Wiosną 1971 r. grupa działaczy Związku Komunistów Chorwacji oskarżyła „siły centralistyczne” o celowe działanie skierowane przeciw rozwojowi samorządności i pełnemu równouprawnieniu narodów. Hasła deetatyzacji podjęła Matica hrvatska, wysuwając program suwerenności Chorwacji (własne jednostki wojskowe, wyłączne dysponowanie wypracowanymi w Chorwacji wpływami dewizowymi, a nawet przyjęcie Chorwacji do ONZ). Część działaczy Związku Komunistów Chorwacji (m.in. Miko Tripalo, Savka Dabčević-Kučar, Franjo Tuđman) poparła postulaty ruchu narodowego. W listopadzie 1971 r. oficjalny Związek Studentów Chorwacji rozpoczął strajk w celu wymuszenia chorwackich żądań. Wobec bierności władz chorwackich strajk został stłumiony z polecenia władz centralnych. W grudniu 1971 r. z ZKCh zostali usunięci narodowi komuniści.